# گمینا شچتنا
گمینا شچتنا (به لهستانی:  Gmina Szczytna) یک گمینا در لهستان است که در شهرستان کووزکو واقع شده‌است. گمینا شچتنا ۱۳۳٫۱۶ کیلومتر مربع مساحت و ۷٬۳۲۵ نفر جمعیت دارد.